# Achille Duchêne
Achille Duchêne (* 1. November 1866; † 1947) war ein französischer Landschaftsarchitekt. Um die Wende des 19. zum 20. Jahrhundert war er mit seinem Büro international führend in der Gestaltung neobarocker französischer Gärten und gilt auch heute noch als der bedeutendste Landschaftsarchitekt des Neobarocks. Sein großes Renommee brachte ihm den Spitznamen „Napoleon der Gärten“ (französisch Napoléon des jardins) ein. Als Pionier des Historismus in der Gartenkunst war er mit seinen Rekonstruktionen historischer Gärten zugleich auch Wegbereiter der Gartendenkmalpflege in Europa.

## Leben und Werk
Achille Duchêne kam als Sohn des Gartenarchitekten Henri Duchêne zur Welt. Dieser hatte sich mit seiner Gartenbaufirma seit den frühen 1880er Jahren auf die Gestaltung von architektonischen Gärten für eine gut situierte Klientel spezialisiert. Schon im Alter von zwölf Jahren unterstützte Achille seinen Vater bei der Arbeit, die vor allem beim Adel mit seinen Schlössern und Landhäusern großen Anklang fand. Durch die jahrelange Zusammenarbeit mit dem Vater wurde Achille Duchênes Arbeit stark durch diesen geprägt. Der Sohn entwickelte den Stil des Vaters weiter und verfeinerte ihn. Er erfreute sich immer größer werdender Beliebtheit, sodass Achille Duchêne schließlich nicht nur Aufträge aus ganz Europa, sondern auch aus den USA, Argentinien, Marokko und Russland erhielt. Zu seinen Auftraggebern zählten unter anderem die österreichische Botschaft in Paris, der Marquis und die Marquise de Ganay, der Herzog von Arenberg und der Duke of Marlborough. Nach dem Ersten Weltkrieg und der Weltwirtschaftskrise war Duchênes adelige Kundschaft nicht mehr so zahlungskräftig. Da die Aufträge dieser Klientel weniger wurden, entwarf er auch öffentliche Gärten und Parkanlagen, die jedoch weit weniger Beachtung fanden als seine neobarocken Gärten.
Achille Duchêne ließ sich bei seinen formalen Gartenanlagen mehr von Architektur und Raumkunst als vom Gartenbau inspirieren. Für ihn ging nichts über den klassischen französischen Barockgarten mit strenger Linienführung und hierarchischen Anordnungen. Englische Landschaftsgärten verurteilte er häufig als geschmacklos und überflüssig. Duchêne war einer der wenigen Gartenkünstler, der bereits im 19. Jahrhundert die Erhaltung und Wiederherstellung von historischen Gärten verfolgte, jedoch war für ihn bei einer Rekonstruktion nicht die Detailtreue oberste Prämisse, sondern vielmehr eine idealisierte Anlage, die er durch Änderungen noch „authentischer“ erscheinen lassen wollte. Seine Entwürfe zeichneten sich durch dezente und einfarbige Gestaltungen aus, üppige und farbenfrohe Blumenarrangements vermied er, wo es möglich war. Für Parterres kamen bei ihm meist Buchsbäume und Eiben zum Einsatz. Erfolge feierte Duchêne aber nicht nur mit seinen Rekonstruktionen wie dem Parterre von Vaux-le-Vicomte, sondern auch mit kompletten Neuanlagen. So gestaltete er für den Grafen Edmont de Fels und seine Frau zwischen 1903 und 1915 den neuen Garten des vollständig veränderten Schlosses Voisins, der bis heute – zum Teil etwas vereinfacht – erhalten ist. Sowohl Rekonstruktion als auch Neuanlage finden sich in Duchênes Arbeit am Schloss Nordkirchen wieder. Während er die Gliederung des dortigen Westgartens beibehielt und nur dessen Ausstattung etwas veränderte, war die sogenannte Venusinsel eine Neukreation im Stil des Neobarocks. Sie wurde von 1989 bis 1991 nach den Originalplänen wiederhergestellt.

Beispiele für Duchêne-Gärten
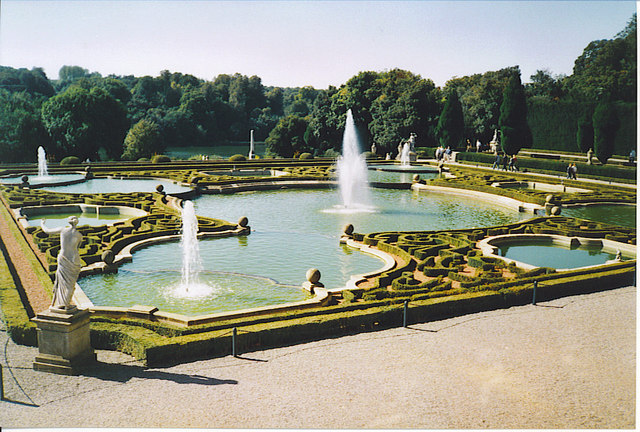
Formaler Garten von Blenheim Palace
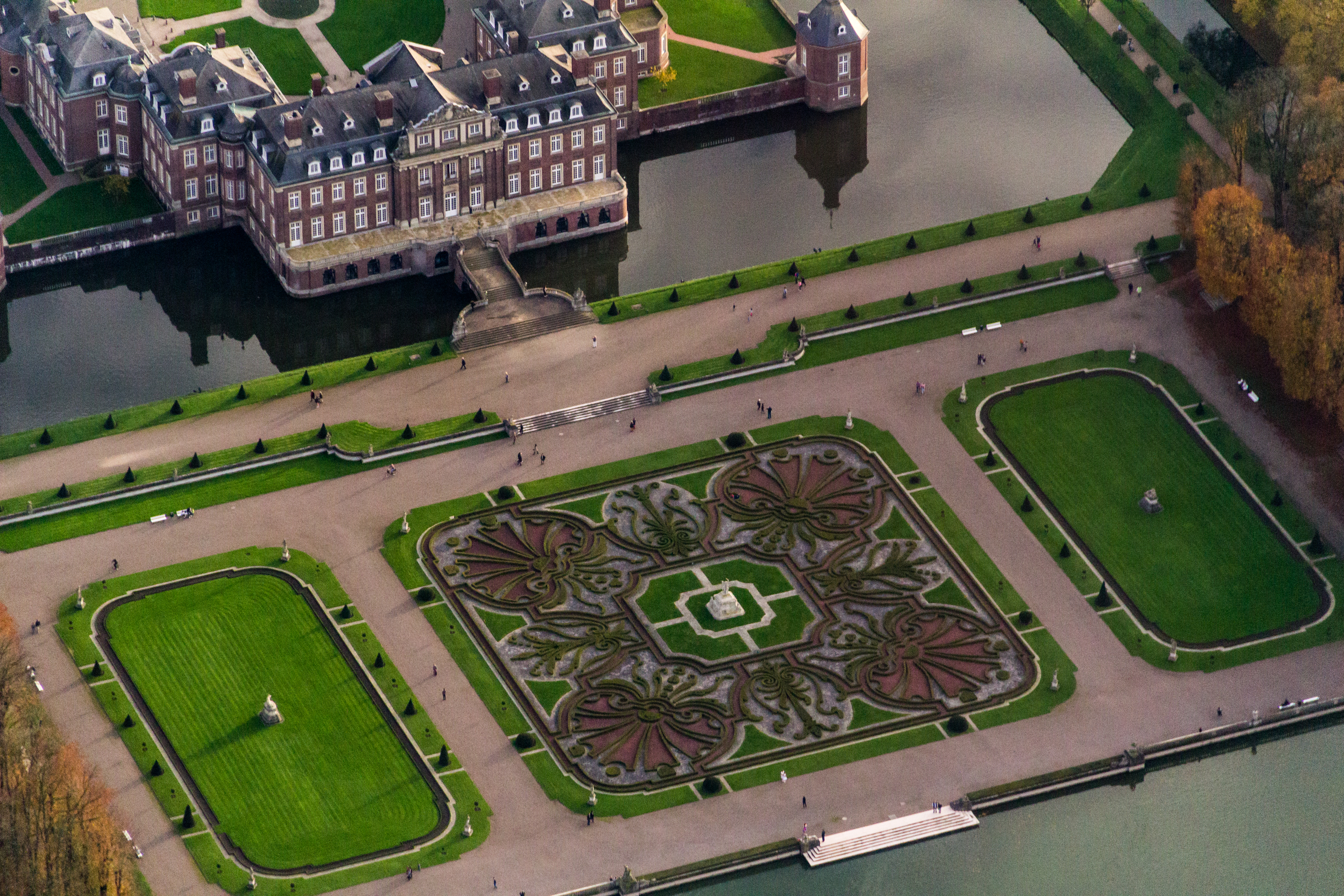
Venusinsel von Schloss Nordkirchen
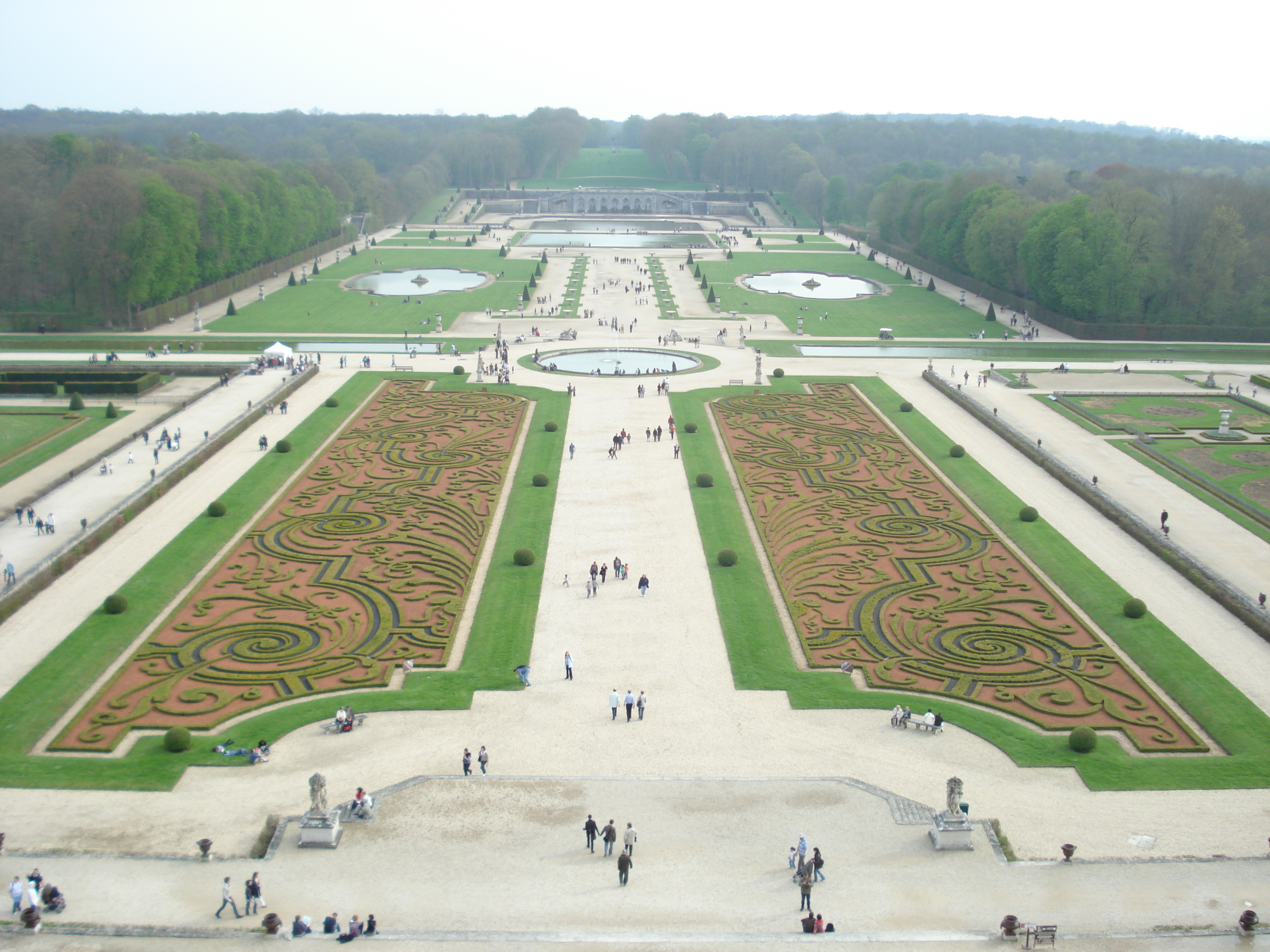
Gartenparterre von Vaux-le-Vicomte

Zu den rund 300 von Duchêne gestalteten Gärten zählen folgende Anlagen:
- Klostergarten der Abtei Royaumont, Frankreich, 1912
- Italienischer Garten und Wasserterrassen von Blenheim Palace, England, für den Duke of Marlborough
- Garten von Bosch Palace, Buenos Aires, Argentinien, 1915, für Elisa und Ernesto Bosch
- Garten von Carolands, Kalifornien, USA, für Harriett Pullman Carolan
- Garten des Hôtels Matignon, Frankreich, für die österreichische Botschaft
- Garten des Schlosses Breteuil, Frankreich, gemeinsam mit seinem Vater
- Garten des Schlosses Champs-sur-Marne, Frankreich, für Louis Cahen d’Anvers
- Garten des Schlosses Courances, Frankreich, für den Marquis Jean de Ganay
- Garten des Schlosses Eijsden, Niederlande, für den Grafen Marcel de Liedekerke de Pailhe
- Garten des Schlosses Nordkirchen, Deutschland, für den Herzog Engelbert-Maria von Arenberg, 1906–1914
- Parterregarten des Schlosses Vaux-le-Vicomte, Frankreich, für Alfred Sommier
- Garten des Schlosses Voisins, Frankreich, für den Grafen Edmont de Fels, 1903–1915

Achille Duchêne veröffentlichte zahlreiche Publikationen, darunter das Buch Les jardins de l’avenir - hier, aujourd’hui, demain. Außerdem war er Herausgeber der Gazette Illustrée des amateurs de jardins und stand gemeinsam mit Ferdinand Duprat der Société française des architectes de jardins (deutsch Gesellschaft der Gartenarchitekten Frankreichs) vor. Die Société Nationale d’Horticulture (deutsch Nationale Gartenbaugesellschaft Frankreichs) ernannte ihn zu ihrem Ehrenpräsidenten.
Er war mit der Feministin Gabrielle Duchêne verheiratet; das Paar hatte eine Tochter, Suzanne.